# میندوگاس کاتیلناس
میندوگاس کاتیلناس (انگلیسی: Mindaugas Katelynas؛ زادهٔ ۱۶ مهٔ ۱۹۸۳) بازیکن بسکتبال اهل لیتوانی است.
از باشگاه‌هایی که در آن بازی کرده‌است می‌توان به المپیا میلان اشاره کرد.